# アヤン (ロシア)
アヤン（ロシア語: Аян）はロシア連邦東部のハバロフスク地方にあり、アヤノ・マイスキー地区の中心に位置する村。人口は967人（2010年全ロシア国勢調査）。
ロシア帝国時代は重要な港湾都市であり、軍港の役割も兼ねていた。クリミア戦争中の1855年7月9日にイギリス艦隊の攻撃を受け、占領された。1858年のアイグン条約によって外満州がロシア領となると、軍事施設はウラジオストクやニコラエフスク・ナ・アムーレに移され、軍港としての役目を終えた。